# Bill Kazmaier
William "Bill" Kazmaier, né en décembre 1953, est un ancien champion du monde de force athlétique, champion du monde de strongman et catcheur. Au cours des années 1970 et 1980, il établit de nombreux records du monde de force athlétique et d'homme fort, et remporte deux championnats du monde de la Fédération internationale de force athlétique (IPF) ainsi que trois titres d'homme le plus fort du monde,,.
Dans les années 1980, Kazmaier devient célèbre pour sa prétention d'être « l'homme le plus fort qui ait jamais vécu » en égalant et en surpassant les exploits de force spectaculaires et polyvalents des hommes forts célèbres du 20e siècle. Il est largement considéré comme l'un des plus grands concurrents de tous les temps dans les compétitions de force,.
Il a également été catcheur à la World Championship Wrestling.

## Records de force athlétique
- Squat – 420 kg[6]
- Développé couché – 300 kg[6]

- Soulevé de terre – 402 kg[6]

- Total – 1100 kg (420,0/300,0/380,0)[6]